# Мултигруп
Мултигруп е българска инвестиционна компания и силова организация. 

## Наименование и собственици
MG Finance USA Inc. е регистрирана във Вашингтон, САЩ през 1991 г. „Мултигруп холдинг“ АД е регистрирана в Цуг, Швейцария, на 5 август 1991 г. (Илия Павлов държи почти всички акции в нея; незначително участие има само Иван Дремсизов, директор на дъщерната фирма „Интерстийл“ АД). „Мултигруп България“ АД Холдинг е дъщерна фирма на швейцарската „Мултигруп холдинг".
През 1998 г. „Мултигруп холдинг“ АД се преименува на „МГ Корпорация“ (MG Corporation). През септември 2000 г. управлението на активите на последната е поето от MG Asset Management Company с управителен съвет:
- Илия Павлов – председател
- Бояна Попова – заместник-председател и изпълняващ длъжността председател на борда
- Борис Геновски – изпълнителен директор
- Майкъл Дешено (Michael Descheneaux) – изпълнителен директор
- Браян Дженкинс (Brian Michael Jenkins), специалист по сигурността[8] – член на борда
- Герхард Баум – член на борда
- Николай Вълканов – член на борда
- Недялка Сандалска – член на борда
- Павел Найденов (баща на Илия Павлов) – член на борда.

През ноември 2001 г. MG Asset Management Company минава под контрола на регистрираната във Вадуц, Лихтенщайн, PFHC Establishment/PFHC Anstalt. Вдовицата на Илия Павлов Дарина Калчева Георгиева-Павлова (Дария Стефанели) е член на управителния съвет на тази лихтенщайнска фирма. Към януари 2012 г. PFHC притежава три четвърти от акциите на „Балкантурист Елит АД“ с директор Недялка Сандалска.

## История
Зародишът на Мултигруп е в „Мултиарт", предприятие („творческо-производителна кооперация“) за внос и износ на антики и произведения на изкуството, регистрирано от Илия Павлов по силата на Указ 56 през 1988 г. Димитър Иванов, тогава зам.-началник на отдел в Шесто управление в Държавна сигурност, отрича твърденията, че е бил съдружник или да е работил за Мултиарт  и изброява седемте член-кооператори: Илия Павлов, Лъчезар Бояджиев, Христо Недялков, Георги Агафонов, Васил Мирчев, адвокат Николай Орешаров, и полиграфист на име Костов. Нито един от седемте не е служител на ДС.
След 10 ноември 1989 г. Илия Павлов и неговите съдружници бързо създават мрежа от дъщерни търговски фирми: „Мултиинтернешънъл холдинг“ (1990), регистрирана във Вадуц, Лихтенщайн, и в Драгоман. Първите дъщерни дружества на групировката в страната са „Бартекс“, „Интерстийл“, „Мултигруп инженеринг“, „София инс.“, „Арес делта“ (с управител Димитър Иванов), „Интком“ и „Мултиагро“ . Част от фирмите се помещават в сградите на Академията за обществени науки и социално управление (АОНСУ). Друга дъщерна фирма е „Вениса естаблишмънт“ (1991) със седалище Вадуц, Лихтенщайн. В Москва представител на „Мултигруп“ е Александър Атанасов, брат на Андрей Луканов. Съвместно с руското държавно предприятие Газпром Мултигруп създава през 1992 г. дружеството Овергаз.
Към 2002 г. Илия Павлов вече е регистрирал стотици компании в България и по света и е придобил десетки държавни предприятия, сред които Гранд хотел „Варна“ в курорта Св. Константин и Елена (1994 г.), хотел „България“ в София (1996 г.), 51% от националния туроператор „Балкантурист“ и от най-големия хотел на Боровец „Рила“ (1996 г.), „Елкабел“ и „Минстрой холдинг“ (1998 г.), бургаските „Черноморски солници“ (2000 г.). По думите на Павлов „MG представлява един инвестиционен фонд или една инвестиционна банка, която инвестира в определени предприятия, след което ги продава или запазва като основен бизнес." По данни от началото на 2002 г. за МГ в България работят общо около 5500 души.
След убийството на Илия Павлов през 2003 г. управлението на MG Asset Management Company (MG AM Co) поема Бояна Попова (започнала кариерата си през 1994 г. като изпълнителен директор на MG Finance USA Inc.). Под нейно ръководство недоходоносните притежания на компанията са разпродадени. Част от дъщерните предприятия на Мултигруп остават собственост на вдовицата на Илия Павлов Дарина (Дария Стефанели), и на баща му Павел Найденов.
Днес от групировката е останал само туристическия бизнес.

## Критики и противоречия
През 90-те години на 20 век Мултигруп е подозирана във вкарване в оборот на присвоени от висшата комунистическа номенклатура в България (БКП) държавни средства, в насилствено монополизиране на доставката на суровини за големи държавни предприятия и пласмента на производството им, в източване на средства от държавни банки чрез кредити и в поддържането на тесни връзки със застрахователни фирми с изнудвачески практики. На 21.04.2005 г. посланикът на САЩ в София Джеймс Пардю определя Мултигруп като „доскоро най-голямата организирана престъпна групировка в България". През 1999 г. съпругата на Илия Павлов Дарина Павлова (приела американско гражданство през 1995 г.) прави дарение от $1000 за предизборната кампания на Хилари Клинтън (тогава кандидат-сенатор), но дарението е отказано поради обвинения, че компаниите на Павлов са свързани с престъпния свят и бившето комунистическо разузнаване. Българското правосъдие не е уличавало ръководителите на Мултигруп в нарушения на закона.

## Лица, свързани с „Мултигруп“
- Илия Павлов
- Стоян Денчев
- Андрей Луканов
- Вежди Рашидов
- Николай Вълканов
- Димитър Иванов
- Делян Пеевски
- Слави Трифонов
- Ахмед Доган